# Sally Baldwin
Sarah Marie „Sally“ Baldwin (* 4. November 1940 in Coatbridge, Schottland; † 28. Oktober 2003 in Rom, Italien) war eine britische Sozialwissenschaftlerin und Hochschullehrerin an der University of York.

## Leben und Karriere
Sally Baldwin war die älteste Tochter in einer großen Familie in der Stadt Coatbridge, dem Zentrum der schottischen Eisenindustrie, einige Kilometer östlich von Glasgow. Nachdem ihre Eltern schon in jungen Jahren erkrankten und früh starben, war vor allem sie für die Erziehung ihrer jüngeren Geschwister verantwortlich. Ihre akademische Ausbildung absolvierte sie unter anderem an der University of Glasgow, die sie mit einem sogenannten first-class degree in Englischer Sprache und Literatur abschloss. Nachdem sie an der Bibliothek der Edinburgh University tätig gewesen war, schrieb sie sich an der University of York ein, wo sie ein Studium der Sozialpolitik begann. Im Jahre 1973 erhielt sie ihr Diplom und wurde nur kurze Zeit später als erste wissenschaftliche Mitarbeiterin einer Gruppe, die zur Evaluierung der Arbeit des Family Fund gegründet wurde, ernannt. Diese wurde in späteren Jahren zur Social Policy Research Unit (SPRU) umgeformt. Im Jahre 1987 folgte ihre Ernennung zur Direktorin der SPRU, woraufhin sie im Jahre 1990 zur Professorin ernannt wurde. Unter ihrer Führung verdoppelte sich die Größe der Social Policy Research Unit und etablierte sich ihren Ruf als nationales Zentrum für Forschung in den Bereichen soziale Sicherheit, Invalidität und Pflege. Ihre eigene Forschung umfasste ebenfalls all diese Bereiche. Die Dissertation ihres Doktorates, das sie im Jahre 1982 erhielt, galt als eine bahnbrechende Studie über die finanziellen Kosten für Eltern eines schwerbehinderten Kindes. Diese Arbeit wurde im Jahre 1985 unter dem Titel The Cost Of Caring: Families With Disabled Children veröffentlicht. Während ihrer Zeit als Direktorin war Baldwin an einem Forschungsprogramm über die Ergebnisse der Sozialfürsorge beteiligt, insbesondere in Bezug auf ältere Menschen, behinderte Erwachsene und deren Betreuer. Diese innovative Arbeit ließ die Ergebnisse, die Einzelpersonen von Pflegeeinrichtungen erhofften, sowie die Ergebnisse, die von Fachleuten als wichtig erachtet wurden, erkennen.
1994 wurde Baldwin Head of Department des Department of Social Policy and Social Work der University of York, ehe sie im Jahre 1998 das Amt der Direktorin des Institute for Research in the Social Sciences übernahm. Im Jahre 2002 legte sie nach über 15 Jahren ihr Amt als Direktorin der SPRU nieder und ging 61- bzw. 62-jährig in den Ruhestand, war aber weiterhin an der Entwicklung einer neuen und innovativen Forschung, die vom Economic and Social Research Council finanziert wurde, beteiligt. Hierbei entstanden evidenzbasierte Methoden, einschließlich systematischer Überprüfung, die auf Sozialpolitik und Sozialfürsorge anzuwenden sind. Innerhalb der University of York galt sie als eine begeisterte Unterstützerin des Zentrums für Frauenstudien und der Frauenrechte im Allgemeinen. So lehrte sie in York auch den ersten Kurs mit dem Thema Frauen und Geld und war maßgeblich an der Planung für das Alcuin Research and Resource Center der Universität beteiligt. Außerhalb der Universität war sie ein Gründungsmitglied der Academy of Learned Societies for the Social Sciences, einem treuhänderisch verwalteten Projekt des Family Fund. Zudem war sie ein Vorstandsmitglied der Disability Alliance und Vorsitzende der Association of Directors of Research Centres in the Social Sciences. Darüber hinaus agierte sie als Beraterin zahlreicher Kostenträger von Forschungsprojekten und arbeitete bis kurz vor ihrem Tod mit dem Forschungs- und Entwicklungsprogramm des National Health Service zusammen. Außerdem gehörte Baldwin dem Community Health Council (dt. etwa Gesundheitskomitee) der Stadt York an und war nichtgeschäftsführende Direktorin des York NHS Trust. Zeitlebens setzte sie sich für eine verbesserte Patientenversorgung, insbesondere bei der lokalen Versorgung von Krebspatienten und psychisch Erkrankter ein.
Im Oktober 2003 war Baldwin auf einem Urlaub in Italien, wo sie in Rom mit ihrem Ex-Ehemann, dem Händler antiker Bücher, Jack Baldwin, mit dem sie 30 Jahre lang verheiratet gewesen war, und einem Freund ihren 63. Geburtstag feiern wollte. Am 28. Oktober 2003 befand sie sich um 10:30 Uhr Ortszeit zusammen mit einigen weiteren Dutzend Menschen auf einem Fahrsteig am Bahnhof Roma Tiburtina im Nordosten Roms, als Teile des Fahrsteigs in sich zusammenbrachen, die Britin in den Getriebekasten des Personenbeförderungsmittels kam und durch die darin befindlichen Zahnräder getötet wurde. Bei dem Unfall wurden auch noch zwei weitere Personen zum Teil schwer verletzt; darunter der Bahnbedienstete Vincenzo Pratico, der versucht hatte, die Britin zu befreien und dadurch selbst beinahe ein Bein verlor und zudem ein gebrochenes Handgelenk davontrug. Sally Baldwin wurde von ihrem nunmehrigen Ehemann Joe Callan und den beiden Töchtern Emma und Julia, sowie dem Enkelsohn Theo überlebt.
Umgehende polizeiliche Ermittlungen ergaben, dass bei Wartungsarbeiten fünf Paneele des Fahrsteigs nicht ordnungsgemäß befestigt wurden bzw. entfernt und danach gar nicht mehr angebracht wurden und der Unfall dadurch verursacht wurde. Rund eineinhalb Jahre nach dem Unfall wurden im April 2005 drei führende Mitarbeiter des Unternehmens OSC, das für die Wartungsarbeiten zuständig war, wegen Totschlags und Fahrlässigkeit angeklagt. Bereits im Oktober 2004 wurden zwei mit den Wartungsarbeiten betraute Mitarbeiter des Unternehmens zu Gefängnisstrafen (20 und 15 Monate) verurteilt. Am 20. Dezember 2006 wurden zwei der drei angeklagten führenden Mitarbeiter, darunter der Geschäftsführer des Unternehmens, wegen fahrlässiger Tötung zu 22 und 18 Monaten Haft verurteilt; der dritte Angeklagte wurde freigesprochen. Des Weiteren erhielten die Familie Baldwins, sowie der bei den Rettungsversuchen schwer verletzte Eisenbahnarbeiter Entschädigungszahlungen in jeweils sechsstelliger Höhe.